# 吉利区
吉利区（きつり-く）は中華人民共和国河南省洛陽市に存在した市轄区。

## 行政区画
- 街道:西霞院街道、康楽街道、吉利街道、河陽街道